# Thelypteris comptula
Thelypteris comptula är en kärrbräkenväxtart som beskrevs av Alan Reid Smith. Thelypteris comptula ingår i släktet Thelypteris och familjen Thelypteridaceae. Inga underarter finns listade.